# 4704 Sheena
4704 Sheena è un asteroide della fascia principale. Scoperto nel 1988, presenta un'orbita caratterizzata da un semiasse maggiore pari a 2,6242848 UA e da un'eccentricità di 0,1317938, inclinata di 12,17856° rispetto all'eclittica.
L'asteroide è dedicato a Sheena Fleming Phillips, sorella dello scopritore del corpo celeste.